# Franz Anton Kiene

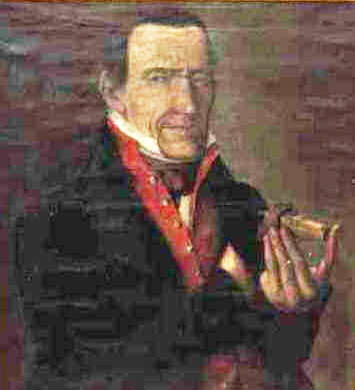
Franz Anton Kiene

Franz Anton Kiene (* 5. Februar 1777 in Amtzell; † 31. Oktober 1847 in Langenargen) war ein deutscher Orgelbauer.

## Leben
Franz Anton Kiene war Sohn des Orgelmachers Gebhard Kiene (1748–1814). Er erlernte das Orgelbauhandwerk 1802–1804 bei den Vettern seines Vaters, den Brüdern Raymund Hanser und Moritz Hanser in Singenberg bei Amtzell im Westallgäu.
Mit der Heirat 1808 zog er zunächst nach Kißlegg, wo er eine Orgelbauerwerkstatt betrieb, bevor er sich 1828 in Langenargen am Bodensee niederließ.

### Nachfolger
Sein Sohn Johann Nepomuk Kiene (1812–1902) übernahm später seine Werkstatt. Nachfolgende Orgelbauer der Familie sind Johann Franz Anton Kiene II (1845–1908), Rudolf Kiene (1888–1971) und seit 1986 dessen Enkel Wolfram Stützle. Seit 1897 ist die Werkstatt in Waldkirch.

## Werk
Franz Anton Kiene gilt als bedeutendster Orgelbauer Oberschwabens in der 1. Hälfte des 19. Jahrhunderts. Seine Orgeln beruhen auf der oberschwäbischen barocken Tradition (etwa eines Joseph Gabler), die er und sein Sohn in einem eigentümlichen Stil weiterführten. Seine Schleifladenorgeln wurden für ihr durchdachtes Klangkonzept bekannt, typischerweise enthielten sie mehrere 16'-Register. Alle seine noch erhaltenen Werke wurden in späterer Zeit stark umgebaut, von seinen größeren Arbeiten weist keine mehr die originale Disposition auf.
Beispielsweise plante Kiene für die Orgel der Stiftskirche in Wolfegg folgende Disposition, die jedoch nicht zur Ausführung kam:
| I Hauptwerk    |     |
| Burdon         | 16′ |
| Principal      | 8′  |
| Coppel         | 8′  |
| Viola          | 8′  |
| Dolcian        | 8′  |
| Gamba          | 8′  |
| Octav          | 4′  |
| Flöte          | 4′  |
| Piffaro II–III | 4′  |
| Mixtur V–VI    | 2′  |
| Vox humana     | 8′  |

| II Oberwerk   |    |
| Flöte douce   | 8′ |
| Quintadän     | 8′ |
| Undamaris     | 8′ |
| Fugara        | 4′ |
| Flöte cuspito | 4′ |
| Cimbal III    | 2′ |

| Pedal   |          |
| Bordoän | 16′      |
| Subbass | 16′ + 8′ |
| Violone | 8′       |
| Bombard | 16′      |
| Trompon | 8′       |

## Werke
(Auswahl)
- 1818: Äpfingen, Württemberg: Pfarrkirche St. Blasius (1902 ersetzt, Reste des Gehäuses erhalten)
- 1825: St. Gallen, Kanton St. Gallen: Klosterkirche: Umbau der Bossard-Orgel (1768–1770), zweite Chororgel
- 1828: Langenargen, Württemberg: Pfarrkirche St. Martin
- 1830: Kerns, Kanton Obwalden: Pfarrkirche
- 1839: Sachseln, Kanton Obwalden: Pfarr- und Wallfahrtskirche Sachseln, zusammen mit seinem Sohn, Preis: 3'310 Gulden und 27 Schillinge[1]
- 1840: Ebnat, Kanton St. Gallen: Evangelisch-reformierte Kirche
- 1840: Oberegg, Kanton Appenzell Innerrhoden: Pfarrkirche[2]
- 1842: Beromünster, Kanton Luzern: Pfarrkirche
- 1844: Eschenbach, Kanton Luzern: Pfarrkirche[3]
- 1844–1845: Rottum, Württemberg: Pfarrkirche St. Mauritius (1922 und 1990 ersetzt, Reste des Pfeifenwerks in den Neubauten erhalten)
- 1846–1848: Ochsenhausen, Württemberg: Klosterkirche St. Georg, Umbau der Gabler-Orgel (von seinem Sohn Joh. Nepomuk vollendet)

Außerdem führte Kiene in den Jahren 1830, 1835 und 1843 Reparatur- und Stimmungsarbeiten an der Orgel der Jesuitenkirche in Luzern aus.